# Jun Aoyama
Jun Aoyama (青山 隼 Aoyama Jun?, nacido el 3 de enero de 1988 en Sendai, Miyagi) es un exfutbolista japonés. Jugaba de centrocampista y su último club fue el Tokushima Vortis de Japón.

## Trayectoria

### Clubes
| Club             | País  | Año         |
| ---------------- | ----- | ----------- |
| Nagoya Grampus   | Japón | 2006 - 2008 |
| Cerezo Osaka     | Japón | 2008        |
| Tokushima Vortis | Japón | 2009 - 2010 |
| Urawa Reds       | Japón | 2011        |
| Tokushima Vortis | Japón | 2012 - 2015 |

## Estadística de carrera

### J. League
| Club                 | Año   | J. League | J. League | Copa J. League | Copa J. League | Total | Total |
| Club                 | Año   | Part.     | Goles     | Part.          | Goles          | Part. | Goles |
| -------------------- | ----- | --------- | --------- | -------------- | -------------- | ----- | ----- |
| Nagoya Grampus Eight | 2006  | 1         | 0         | 1              | 0              | 2     | 0     |
| Nagoya Grampus Eight | 2007  | 0         | 0         | 1              | 0              | 1     | 0     |
| Nagoya Grampus       | 2008  | 1         | 0         | 2              | 0              | 3     | 0     |
| Cerezo Osaka         | 2008  | 14        | 0         | -              | -              | 14    | 0     |
| Tokushima Vortis     | 2009  | 45        | 2         | -              | -              | 45    | 2     |
| Tokushima Vortis     | 2010  | 18        | 0         | -              | -              | 18    | 0     |
| Urawa Reds           | 2011  | 1         | 0         | 1              | 0              | 2     | 0     |
| Tokushima Vortis     | 2012  | 16        | 1         | -              | -              | 16    | 1     |
| Tokushima Vortis     | 2013  | 33        | 0         | -              | -              | 33    | 0     |
| Tokushima Vortis     | 2014  | 4         | 0         | 4              | 0              | 8     | 0     |
| Tokushima Vortis     | 2015  | 6         | 0         | -              | -              | 6     | 0     |
| Total                | Total | 139       | 3         | 9              | 0              | 148   | 3     |